# Elisenda Romeu i Oller
Elisenda Romeu i Oller és una mestra i activista catalana. Com a portaveu de la sectorial de Persones Represaliades de l'Assemblea Nacional Catalana, ha reivindicat la conversió de la comissaria de Via Laietana en un espai de memòria i de defensa dels drets humans i un centre d'interpretació de la repressió política i la tortura a Catalunya.

## Biografia
Nascuda a Barcelona, els seus pares, militants del del Front Nacional de Catalunya (FNC), van ser empresonats als anys 1940 per penjar una senyera a la Sagrada Família. Elisenda Romeu va començar a militar a l'FNC als 15 anys realitzant accions de sabotatge contra propietats de l'Estat. L'any 1972, després que el Front d'Alliberament Català (FAC) posés una bomba a l'antic Monument als caiguts de l'Avinguda Diagonal de Barcelona, van detenir alguns dels seus companys i, amb disset anys, va marxar a l'exili amb sis joves més. Després d'estar sis mesos a la presó a França acusada de tràfic d'armes, va viure a Brussel·les i Andorra.
Un cop mort el dictador Francisco Franco, va tornar a casa amb la Llei d'Amnistia espanyola de 1977, llavors embarassada del seu primer fill, el qual també va patir la repressió política el 1998 per participar en una manifestació durant la Diada de Sant Jordi. La policia va detenir unes quantes persones, acusades de desordres públics. Un dels joves portava un pany de porta i li van dir que allò era una arma. Els demanaven vuit anys i mig de presó però els van jutjar i van quedar absolts.

## Obra publicada
- Romeu, Elisenda; Sendrós, Maria Mercè. Món. Llengua i interculturalitat.  Barcelona: Grup Promotor, 2006. ISBN 84-7918-048-X.